# 許永
許永（?—?），字永先，漢靈帝時期的司隸校尉。當時恰逢黨錮之禍、宦官專權，許永作為司隸校尉監察京師百官，執法無所迴避，甚至冒著風險逮捕宦官審問，京師人稱呼他為「許永光日」。結果許永得罪權貴，遭到誣陷，廷尉打算抓捕他。許永對友人說：「我已經七十歲啦，我曾希望獻身於忠義，結果在實現剷除奸人的願望前，反被他們所害，我怎麼還能再被刀筆吏羞辱！」於是許永服毒身亡。